# Armizonskij rajon
L'Armizonskij rajon (in russo Армизонский район?) è un rajon dell'Oblast' di Tjumen', nella Russia asiatica.